# Thaptospora atrobrunnea
Thaptospora atrobrunnea är en svampart som beskrevs av B. Sutton & Pascoe 1987. Thaptospora atrobrunnea ingår i släktet Thaptospora, divisionen sporsäcksvampar och riket svampar.   Inga underarter finns listade i Catalogue of Life.